# 挪威升旗日

挪威國旗（商旗）

挪威政府旗

挪威升旗日，是法例規定政府所有部門和所有國家機構均須懸掛挪威國旗的日子。政府也鼓勵市民在這些日子懸掛國旗。升旗日包括挪威王室成員生日、基督教節慶和挪威歷史上的重要日子。
在薩米民族日，政府鼓勵機構和市民在懸掛國旗時同時懸掛薩米旗，但這不是必須的。

## 升旗日
挪威法例所訂的官方升旗日如下：
| 日期     | 名稱                        | 挪威語名稱 | 註釋                                 |
| -------- | --------------------------- | ---------- | ------------------------------------ |
| 1月1日   | 元旦                        |            |                                      |
| 1月21日  | 英格麗特·阿歷山德拉公主誕辰 |            |                                      |
| 2月6日   | 薩米民族日                  |            |                                      |
| 2月21日  | 哈拉爾五世國王壽臣          |            |                                      |
| 5月1日   | 公眾假期                    |            | 國際勞動節                           |
| 5月8日   | 解放日                      |            | 1945年脫離納粹佔領                   |
| 5月17日  | 憲法日                      |            | 1814年通過憲法                       |
| 6月7日   | 聯合解體日                  |            | 1905年瑞典-挪威聯合解體              |
| 7月4日   | 宋雅王后壽辰                |            |                                      |
| 7月20日  | 哈康·馬格努斯王儲誕辰       |            |                                      |
| 7月29日  | 聖奧拉夫日                  |            | 1030年挪威的主保聖人聖奧拉夫國王陣亡 |
| 8月19日  | 梅特·瑪麗特王儲妃誕辰       |            |                                      |
| 12月25日 | 聖誕節                      |            |                                      |
| 不定     | 復活節                      |            | 3月至4月之間的一個週日               |
| 不定     | 五旬節                      |            | 5月至6月之間的一個週日               |
| 不定     | 議會選舉日                  |            | 每四年舉行一次，通常在9月第二個週日  |

### 一般
- .   [2011-07-31]. （原始内容存档于2014-07-13） （挪威语）.
- .   [2011-07-31]. （原始内容存档于2009-08-07） （挪威语）.
- .   [2011-07-31]. （原始内容存档于2008-06-08） （挪威语）.

### 特定
1. 1 2  .   [2011-07-31]. （原始内容存档于2014-07-13） （挪威语）.
2. ↑  .   [2011-07-31]. （原始内容存档于2008-04-11） （挪威语）.

## 外部連結
- . （原始内容存档于2009-08-07）.